# 车桥镇 (淮安市)
车桥镇，是中华人民共和国江苏省淮安市淮安区下辖的一个乡镇级行政单位。2018年撤销车桥镇、泾口镇，设立新的车桥镇。以原车桥镇、泾口镇所辖区域为车桥镇行政区域，车桥镇人民政府驻车桥村委会境内，办公地址为文菊北路1号。

## 行政区划
车桥镇下辖以下地区：
车桥社区、车北社区、光华村、孙楼村、万寿村、车桥村、陈河村、车南村、三庄村、车东村、范陆村、丰年村、张陈村、吕舍村、金城村、大兴村、大东村、受河村、卢滩村和沈艞村。